# گروه استاروود کپیتال
گروه استاروود کپیتال (انگلیسی: Starwood Capital Group) شرکت سرمایه‌گذاری آمریکایی است، که در سال ۱۹۹۱ تأسیس شد.